# SNO+

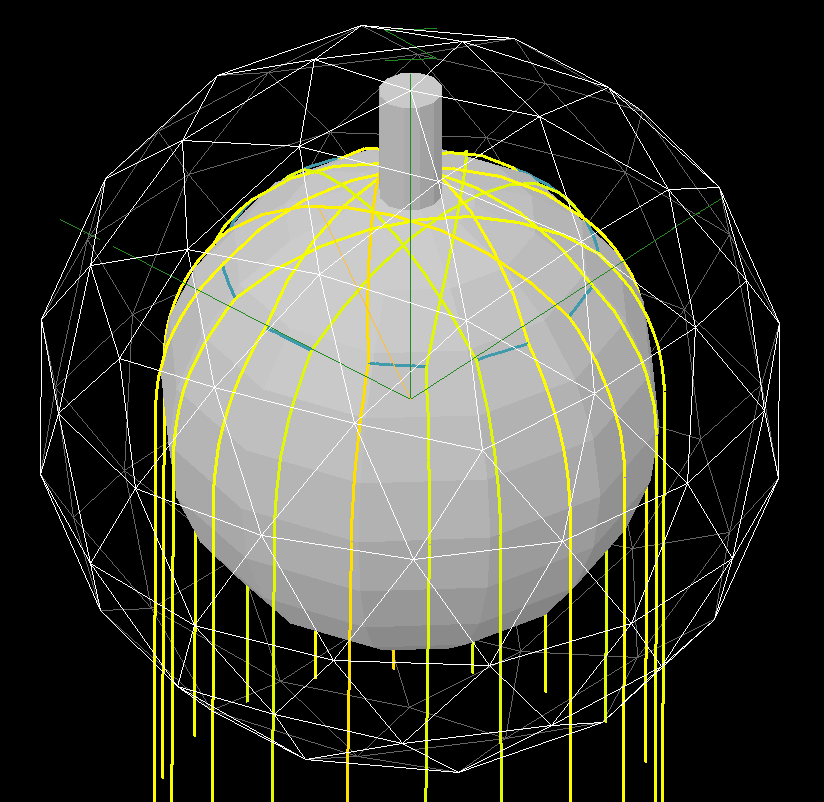
Мотузяний кошик утримує акрилову посудину

SNO+ — фізичний експеримент, призначений для пошуку безнейтринного подвійного бета-розпаду зі вторинними вимірюваннями протон-електрон-протон (pep) сонячних нейтрино, геонейтрино від радіоактивних розпадів на Землі та нейтрино реактора. Будується (станом на лютий 2017 року) з використанням підземного обладнання, раніше встановленого для колишнього експерименту Садберійської нейтринної обсерваторії (SNO) в SNOLAB. Також може спостерігати нейтрино наднових, якщо наднова з'явиться в нашій галактиці.

## Фізичні цілі
Основною метою детектора SNO+ є пошук безнейтринного подвійного бета-розпаду, зокрема розпаду 130Te, щоб зрозуміти, чи є нейтрино власною античастинкою (тобто ферміоном Майорани). Другорядними цілями є вимірювання нейтрино або антинейтрино від:
- циклів протон-електрон-протон (pep) і вуглець-азот-кисень (CNO) на Сонці, щоб краще зрозуміти взаємодію нейтрино з речовиною та склад Сонця;
- бета-розпадів урану та торію всередині Землі (геонейтрино) для обмеження радіоактивного теплового балансу Землі;
- бета-розпадів дочірніх продуктів поділу в ядерних реакторах (реакторні антинейтрино) для кращого обмеження параметрів коливань нейтрино;
- наднових (нейтрино та антинейтрино) для раннього виявлення наднових (див. Система раннього попередження про наднові[en]);
- розпадів нуклона на нейтрино, що свідчило би про порушення збереження баріонів.

## Випробування та будівництво
У попередньому експерименті, SNO, використовували воду всередині сфери та відстежували випромінювання Черенкова. Експеримент SNO+ використовуватиме сферу, наповнену лінійним алкілбензеном, що діє як рідкий сцинтилятор і матеріал мішені. Сфера разом із фотопомножувачами, що її оточують, плаває у воді, а від виштовхувальної сили утримується за допомогою мотузок. Очікувалося, що випробування (із заповненням водою) розпочнуться на початку 2016 року, повний запуск із рідиною відбудеться через кілька місяців після цього, а 2017 року почнеться завантаження телуру[уточнити].
Під час взаємодії нейтрино з цією рідиною виникає в кілька разів більше світла, ніж у експерименті з водою і випромінюванням Черенкова, такому як оригінальний експеримент SNO або Super-Kamiokande. Тому енергетичний поріг для виявлення нейтрино може бути нижчим, і можна спостерігати протон-електрон-протонні сонячні нейтрино (з енергією 1,44 МеВ). Крім того, експеримент із рідинним сцинтилятором дозволяє виявляти антинейтрино, подібні до тих, що утворюються в реакторах ядерного поділу та під час розпадів торію й урану в Землі.
SNO+ використовує 780 тонн лінійного алкілбензену як сцинтилятор (заправляти сцинтилятором детектор почали наприкінці 2018 року), пізніше буде завантажено 130Te. Спочатку планувалося завантажити 0,3 % 130Te (800 кг), але пізніше в йшлося про 0,5 % (1,3 тонни).
У попередніх пропозиціях більше уваги приділялося спостереженням нейтрино. Поточний акцент на безнейтринному подвійному бета-розпаді пов'язаний з тим, що внутрішня частина акрилової ємності була значно забруднена радіоактивними продуктами розпаду газу радону, поширеного в шахтному повітрі. Вони можуть вимиватися в сцинтилятор, де частина буде видалена системою фільтрації, але решта може заважати обліку нейтрино низької енергії. Це не впливає на спостереження безнейтринного подвійного бета-розпаду.
У квітні 2007 року проєкт отримав від NSERC фінансування для початкового будівництва. Станом на початок 2013 року порожнину було відремонтовано та повторно герметизовано відповідно до нових стандартів чистоти, строгіших, ніж для початкового SNO, через більшу чутливість нового експерименту.
Основна інженерна проблема полягає в тому, що нинішню посудину SNO підтримує низка канатів, щоб запобігти затопленню важкої води в навколишній звичайній воді. Запропонований рідкий сцинтилятор (лінійний алкілбензен) легший за воду, тому його потрібно утримувати від спливання, не закриваючи при цьому огляду його внутрішньої частини. Наявні точки кріплення опорного троса, відлиті на екваторі акрилової сфери, непридатні для використання в перевернутому стані.

## Обчислення
Вивчається використання мережевих ресурсів для забезпечення обчислювальної потужності, необхідної для експерименту. Це спричинив успіх обчислювальної мережі LHC (wLCG), яка використовується в експериментах на великому адронному колайдері. Віртуальна організація SNO+ використовує ресурси, надані GridPP.